# Spatalla colorata
Spatalla colorata är en tvåhjärtbladig växtart som beskrevs av Meissn.. Spatalla colorata ingår i släktet Spatalla och familjen Proteaceae. Inga underarter finns listade i Catalogue of Life.